# 森田健作
森田健作（1949年12月16日—），本名鈴木榮治，日本政治人物。2009年4月5日起擔任千葉縣知事。。在知事業務上、及需要法律効果的文章使用本名。。曾經為演員、歌手、司儀、藝人。演藝領域的經紀公司為Sun Music，為該公司第1號藝人。
興趣是園藝。身高175cm。血型O型。外號モリケン。

## 荣誉

### 日本勋章奖章
- 旭日重光章（2021年11月3日公布[7]）

## 外部連結
- Kensaku Morita OfficialWeb （页面存档备份，存于）（Japanese）
- Governor's page （页面存档备份，存于）（Prefecture Chiba official website）